# Östra Stentjärnen
Östra Stentjärnen är en sjö i Härjedalens kommun i Hälsingland och ingår i Ljusnans huvudavrinningsområde. Sjön har en area på 0,188 kvadratkilometer och ligger 291,1 meter över havet.

## Delavrinningsområde
Östra Stentjärnen ingår i det delavrinningsområde (688473-145935) som SMHI kallar för Utloppet av Östra Stentjärnen. Medelhöjden är 315 meter över havet och ytan är 2,88 kvadratkilometer. Det finns ett avrinningsområde uppströms, och räknas det in blir den ackumulerade arean 13,79 kvadratkilometer. Vattendraget som avvattnar avrinningsområdet har biflödesordning 2, vilket innebär att vattnet flödar genom totalt 2 vattendrag innan det når havet efter 207 kilometer. Avrinningsområdet består mestadels av skog (88 procent). Avrinningsområdet har 0,18 kvadratkilometer vattenytor vilket ger det en sjöprocent på 6,2 procent.